# Verdrag van Tours
Het Verdrag van Tours werd getekend op 28 mei 1444 tussen afgevaardigden van koning Hendrik VI van Engeland en afgevaardigden van koning Karel VII van Frankrijk in een poging om de Honderdjarige Oorlog te beëindigen.

## Context
Hendrik VI was van nature verlegen, vroom en had een hekel aan bloedvergieten. Sinds 1437 regeerde hij het land en hij was nog niet getrouwd. Een huwelijk met een telg uit het Franse hof leek een oplossing om de oorlog te beëindigen. Karel VII was aan de winnende hand en had geen behoefte om veel toegiften te doen. Een nicht van Karel, de veertienjarige Margaretha van Anjou, zonder bruidsschat, zou moeten voldoen.

## Onderhandelingen
De onderhandelingen vonden plaats in het kasteel van Plessis-lès-Tours. Engeland werd vertegenwoordigd door William de la Pole en Frankrijk door Jan van Orléans. Jan van Orléans was een geslepen vos en eiste bovenop het huwelijk, de vrijlating van zijn halfbroer Jan van Angoulême en het graafschap Maine. William de la Pole, die geen middelen had, ging akkoord op voorwaarde dat het laatste, de overdracht van Maine, niet zou worden geopenbaard.

## Vervolg
Op 23 april 1445 vond het huwelijk plaats tussen Hendrik VI en Margaretha van Anjou. In 1446 dreigden de Fransen het verdrag op te zeggen omdat ze het graafschap Maine nog steeds niet hadden gekregen; dit gebeurde pas in 1448. Uiteindelijk werd het verdrag in 1449 opgezegd en veroverden de Fransen met gemak het hertogdom Normandië, na de Slag bij Formigny. William de la Pole werd beschuldigd van verraad en werd na een showproces onthoofd.